# Tactical Communication Network
Das Tactical Communication Network (TCN) ist ein digitales Kommunikationssystem im Österreichischen Bundesheer (ÖBH), das die Integrierte Fernmeldeinfrastruktur IFMIN ablöst. Unter der Bezeichnung FTCN (Future Tactical Communication Network) erfolgte die Einführung dieses neuen verlegbaren Fernmeldesystems (vlgbFMSys), das nach fast 30 Jahren Nutzung von IFMIN notwendig wurde. 
Ziel des Tactical Communication Network ist es, die Basisanforderungen der Führungsunterstützung an Führungseinrichtungen der Zukunft abzudecken, um die einsatzspezifischen Services in einem Netzwerk für alle eingesetzten Kräfte bedarfsorientiert verfügbar zu machen. Das TCN bildet ein digitales Führungsnetz, über welches verzugslos Informationen und Befehle weitergegeben werden sowie ein aktuelles Lagebild geteilt werden kann. 
Mit Anfang 2024 wurde das System TCN bei der Truppe in Betrieb genommen.
Folgende Basisanforderungen an ein Vermittlungs- und Verteilungssystem werden durch TCN abgedeckt:
- modular
- IP-basierend
- hohe Datenübertragungskapazität
- drahtgebundene und drahtungebundene Teilnehmereinbindung
- mit Truppenfunk verbunden
- rasch betriebsfähig
- einfach zu bedienend und erlernend
- weiterentwickelbar

## Komponenten des TCN
Insgesamt wurden 388 TCN-Sätze beschafft. Diese werden in Wechselaufbauten, Sheltern und Containern eingebaut sowie in Betriebs-, Transport- und Lagerbehälter (BTULB) verwendet.

### Taktischer Router
Der taktische Router als Kernkomponente im vlgbFMSys hat die Einbindung aller Weitverbindungen – Wide Area Network (WAN) – und lokalen Verbindungen – Local Area Network (LAN) – sicherzustellen.

### Semimobiler Datenfunk
Der semimobile Datenfunk (darunter werden alle militärischen Weitverkehrskomponenten zusammengefasst) hat die Aufgabe, die Kommunikation in der Fernebene sicherzustellen:
- zwischen den Führungseinrichtungen
- zur Anschaltung von Sensoren
- zur Anschaltung an das ortsfeste Fernmeldesystem (ofFMSys)

### IKT-Verteilersystem mit WLAN Access Point
Das IKT-Verteilersystem wird an den verlegbaren und mobilen Führungseinrichtungen des ÖBH zur Sicherstellung der Teilnehmereinbindung (Sprache/Daten) bis einschließlich der Klassifizierungsstufe „Eingeschränkt“ eingesetzt.
Mit dem neuen IKT-Verteilersystem wird ein LWL-Ring zu einzelnen IKT-Verteilern für Gruppen von Teilnehmern (z. B. Führungsgrundgebieten) an den Führungseinrichtungen gelegt. An diesen Verteilern sind Sprach- und Datenanschlüsse gleichzeitig verfügbar und durch den Teilnehmer selbstständig anschließbar. Durch den Einsatz von Softphone-Lösungen für Sprache sind Sprach- und Datenservices gleichzeitig verfügbar.

### Endgeräte und Sprachservice
Für den Bereich der Endgeräte ist die Bedarfsdeckung durch mehrere Lösungen anwenderspezifisch sichergestellt. Diese Nutzung erfolgt durch
- Softphones mit Headset
- Softphones mit drahtlosem Headset
- handelsübliche IP-Telefone
- militärisch gehärtete IP-Telefone

### TCN Server
Die TCN-Server werden je nach Betriebsumfeld in einem klimatisierten Shelter, in einem Transportbehälter oder in einem Gefechtsfahrzeug während der Fahrt betrieben. Zusätzliche zu den, bei den im Betrieb eingeführten Server des sicheren militärischen Netzwerks, bereits vorhandenen Services werden folgende Services angeboten:
- autarkes Mail-Service
- Sprach-Service gemäß militärischem Pflichtenheft
- Dokumentenmanagement-Service für den Einsatz
- Content-Management-System
- im Einsatz erforderliche Services für den logistischen Bereich

### Managementsystem
Das Tactical Communication Network Management (TCNM) wird zur Planung, Konfiguration, Überwachung und Fehlerbehebung im TCN eingesetzt. Das Managementsystem ist Teil der Ausschreibung und damit des Vertrages, kann aber erst mit Vertragsabschluss entwickelt werden, da es eine maßgeschneiderte Lösung für das ÖBH darstellt. Das Managementsystem muss plattformunabhängig auf allen Servern und allen IT-Arbeitsplätzen des ÖBH installiert werden können. Die Grafische Benutzeroberfläche (GUI) muss alle Systemkomponenten unter einer Managementoberfläche vereinen.
Folgende Vorgaben wurden seitens des ÖBH definiert:
TCN Planungssicht
Es muss die Netzwerkplanung auch ohne Anschluss an das Netzwerk für Einsätze bzw. Phasen von Einsätzen ermöglichen. Dabei sollen Grundkonfigurationen oder bereits vorhandene Einsatzkonfigurationen nutzbar sein.
TCN Betriebssicht
Es muss die Überwachung des Netzwerkbetriebes lokal und nach Rechtevergabe über ein gesamtes Netzwerk oder einen Netzwerkbereich ermöglichen. Dabei kommt der Netzwerkperformancekontrolle und im Fehlerfall das Einleiten von Maßnahmen durch den Operator eine besondere Bedeutung zu.
Administrationssicht
Die Komponenten Netzwerk und Endgeräte einer Vermittlungseinheit sind administrativ einem TCNM zugeordnet und werden von diesem für die Benutzer verfügbar gemacht sowie überwacht.
Sicherheit im TCNM
Da das TCNM die Führungsfähigkeit in einem Einsatz wesentlich unterstützt, kommt dem Sicherheitsmechanismus im TCNM besondere Bedeutung zu. Die entsprechenden Sicherheitsanforderungen sind durch eine rollenbasierende Vergabe von Rechten und einen Authentifizierungsmechanismus, basierend auf dem im ÖBH eingeführten Smartcard-System, abzudecken.